# Friedrich Tellemann
Friedrich August Tellemann (I) (* 24. Dezember 1790 in Harkerode; † 25. Mai 1872 in Naumburg an der Saale) war ein deutscher Jurist und Politiker.
Tellemann war der Sohn des Postmeisters Friedrich Wilhelm Tellemann und dessen Ehefrau, einer geborenen Nebelung. Er heiratete am 10. Februar 1820 in Walbeck Anna Freiin von der Bussche-Lohe (* 26. September 1801 in Walbeck; † 12. Januar 1876 in Naumburg), der Tochter von Wilhelm Christian von dem Bussche und dessen Ehefrau Sophia Louise Elisabeth Gräfin von Schlitz gen. von Görtz, verw. von Raoul. Sein 1798 geborener Bruder Ernst Wilhelm Tellemann wurde Justizkommissar und Rechtsanwalt. Zur Unterscheidung der beiden Brüder führte Friedrich Tellemann in offiziellen Dokumente den Namenszusatz (I).
Tellemann studierte Rechtswissenschaften und wurde Justizkommissar beim Oberlandesgerichtsbezirk Naumburg und war Rechtsanwalt in Naumburg. Er trug den Titel eines Justizrates (in amtlichen Dokumenten wird er auch als Hofrat bezeichnet).
1850 war er Mitglied im Staatenhaus der Erfurter Unionsparlaments. 1852 bis 1854 war er Mitglied der II. Preußischen Kammer. Er wurde mit dem Roter Adlerorden 4. Klasse (1850) und 3. Klasse (1860) ausgezeichnet.